# 兵庫県道517号妻鹿花田線
兵庫県道517号妻鹿花田線（ひょうごけんどう517ごう めがはなだせん）は、兵庫県姫路市を通る一般県道である。

## 概要
姫路市飾磨区妻鹿から姫路市花田町一本松に至る。
飾磨バイパス開通に伴い国道250号旧道区間の一部を取り込む経路変更が行われた（平成27年3月31日兵庫県告示274号）。

### 路線データ
- 起点：姫路市飾磨区妻鹿（妻鹿交差点、兵庫県道402号白浜姫路停車場線交点）
- 終点：姫路市花田町一本松（一本松交差点、国道2号交点、兵庫県道398号花田野里線起点）
- 総延長：6.434 km

## 路線状況

### 重複区間
- 兵庫県道402号白浜姫路停車場線（姫路市兼田・兼田交差点 - 姫路市四郷町東阿保・阿保橋東交差点）

## 地理

### 通過する自治体
- 姫路市

### 交差する道路
| 交差する道路                                   | 交差する場所     | 交差する場所        |
| ---------------------------------------------- | ---------------- | ------------------- |
| 兵庫県道402号白浜姫路停車場線                  | 飾磨区妻鹿       | 妻鹿交差点 / 起点   |
| 国道2号 / 姫路バイパス                         | 兼田（）         | [ 注釈 1 ]          |
| 兵庫県道402号白浜姫路停車場線 重複区間起点     | 兼田             | 兼田交差点          |
| 兵庫県道402号白浜姫路停車場線 重複区間終点     | 四郷町東阿保（） | 阿保橋東交差点      |
| 国道2号 国道312号 重複 兵庫県道398号花田野里線 | 花田町一本松     | 一本松交差点 / 終点 |

### 交差する鉄道
- 山陽電気鉄道本線
- 山陽新幹線
- 山陽本線

### 沿線
- 姫路市立妻鹿小学校
- 山陽電気鉄道本線 妻鹿駅
- 市川
- 日本工科大学校
- 兼田郵便局
- 兵庫県立姫路特別支援学校
- 姫路市立四郷学院